# (1097) Vicia
(1097) Vicia es un asteroide perteneciente al cinturón de asteroides descubierto el 11 de agosto de 1928 por Karl Wilhelm Reinmuth desde el observatorio de Heidelberg-Königstuhl, Alemania.

## Designación y nombre
Vicia se designó inicialmente como 1928 PC.
Posteriormente fue nombrado por la Vicia, un género de plantas de la familia de las fabáceas.

## Características orbitales
Vicia orbita a una distancia media del Sol de 2,642 ua, pudiendo alejarse hasta 3,419 ua y acercarse hasta 1,864 ua. Su excentricidad es 0,2943 y la inclinación orbital 1,533°. Emplea 1568 días en completar una órbita alrededor del Sol.